# Lübben (Spreewald)
Lübben (Spreewald) (Nedersorbisch: Lubin (Błota)) is een gemeente in de Duitse deelstaat Brandenburg. Het is de Kreisstadt van het Landkreis Dahme-Spreewald. De stad telt 14.036 inwoners.

## Geografie en infrastructuur

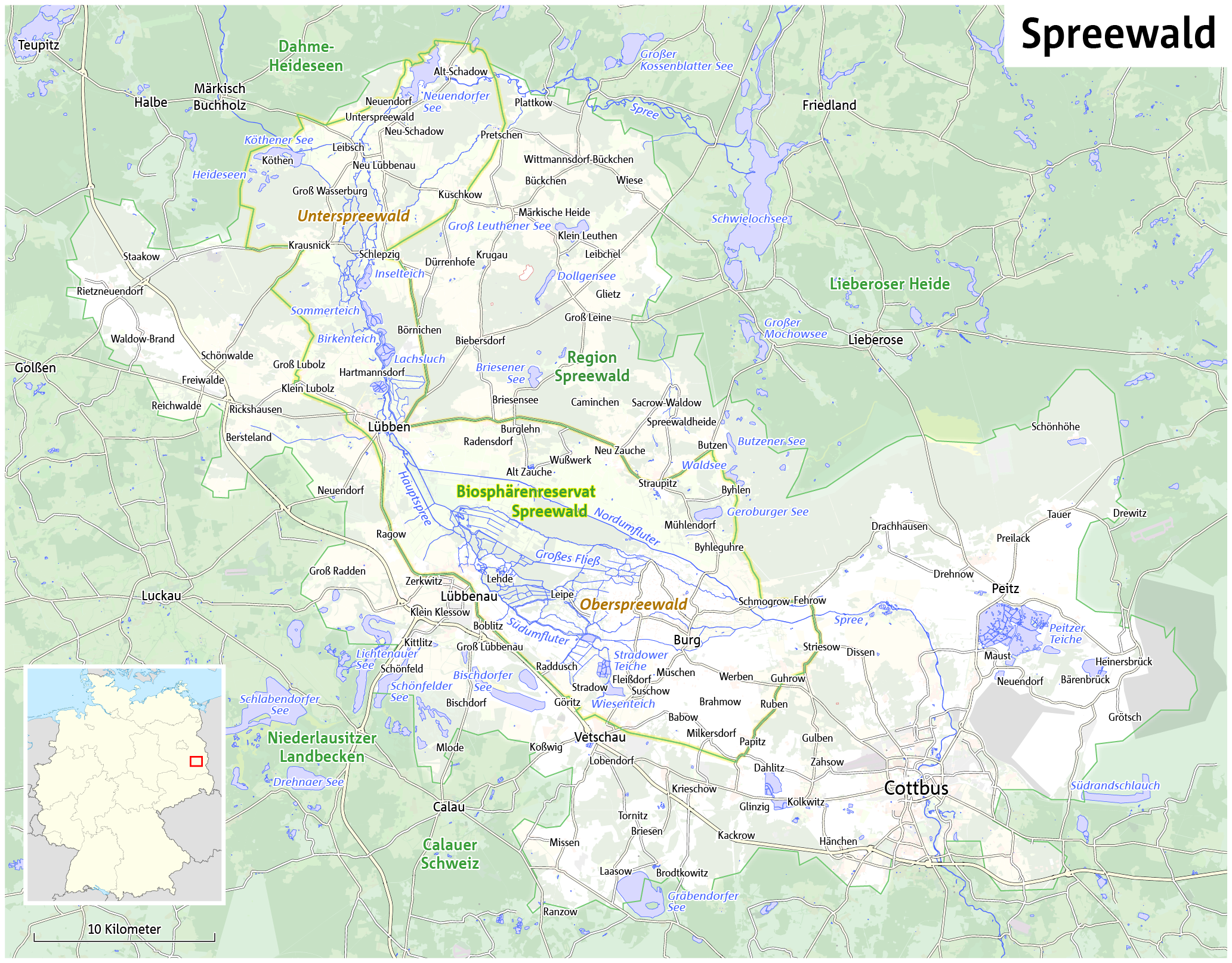
Ligging van Lübben in het Spreewald, iets links boven het midden
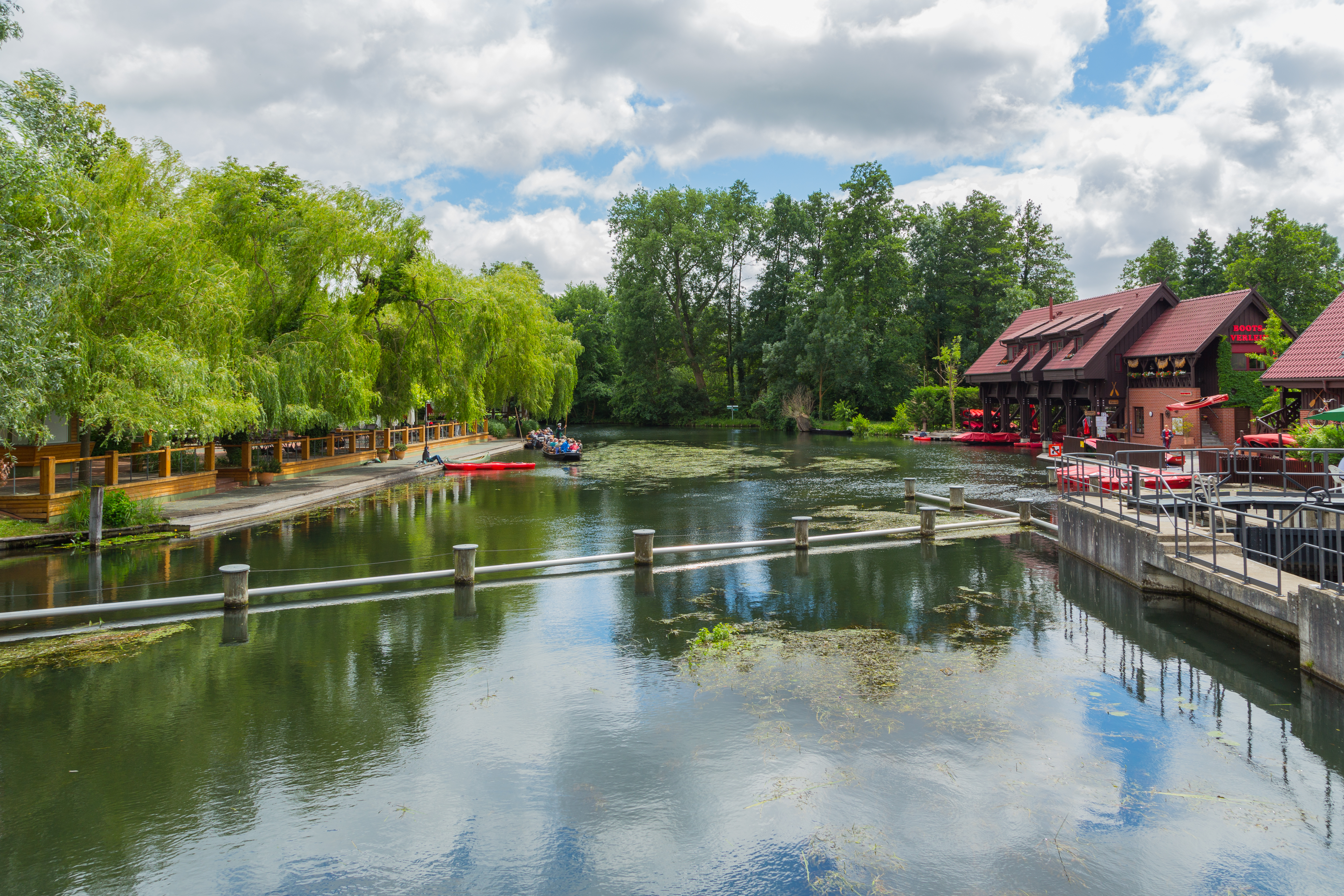
Haventje met aanlegsteiger aan de Spree
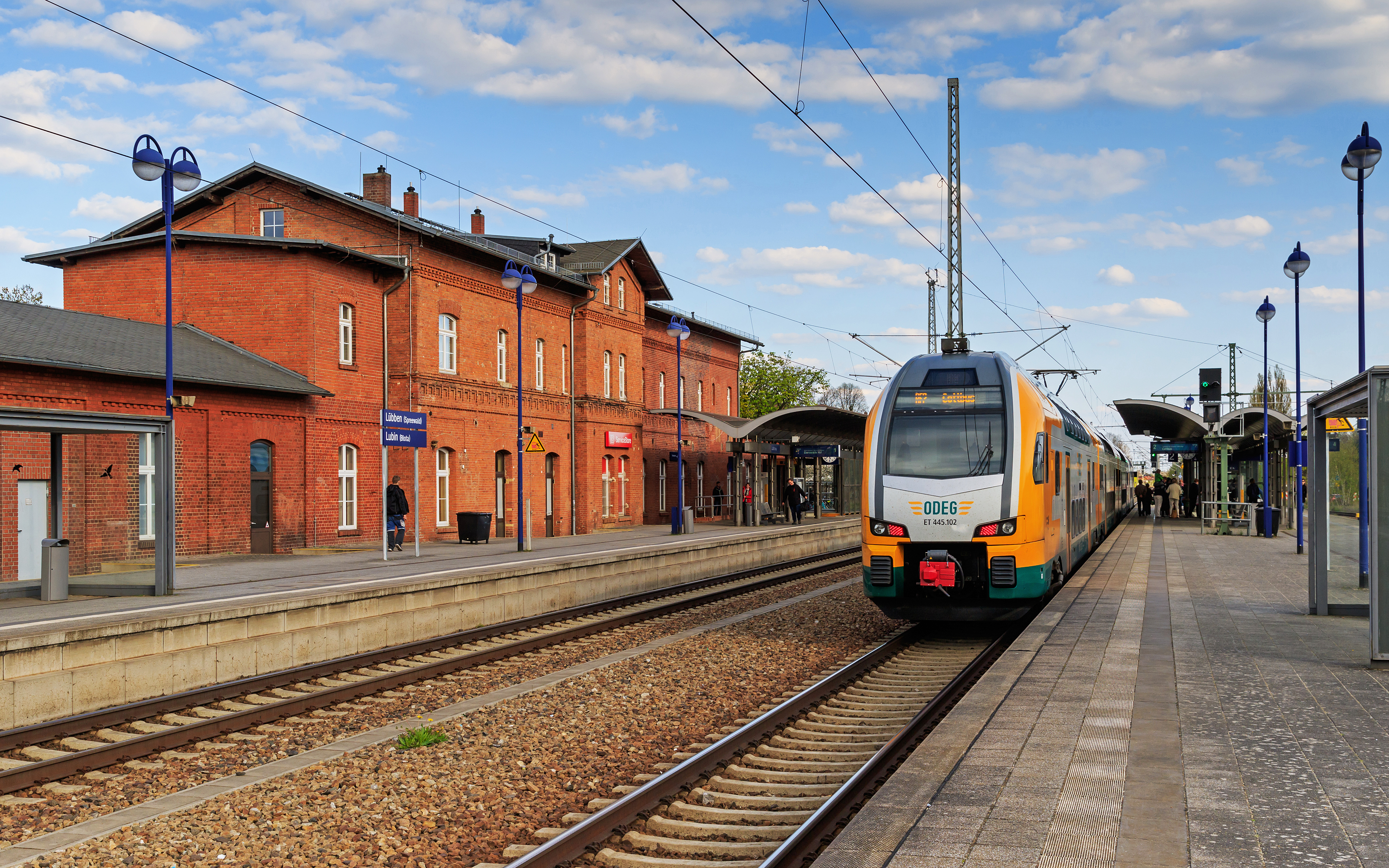
Station

Lübben (Spreewald) heeft een oppervlakte van 119,90 km² en ligt in het oosten van Duitsland, aan de westkant van het Spreewald.
Lübben ligt 11 kilometer ten noordwesten van een stadje met bijna dezelfde naam,  Lübbenau.
De stad ligt aan de Bundesstraße 115 en de Bundesstraße 87. Aan deze laatste weg ligt, 8 km ten zuidwesten van Lübben, afrit 8 van de Autobahn A 13.
De stad ligt aan verscheidene waterwegen, waarvan de Spree de belangrijkste is, gevolgd door een zijriviertje daarvan, de uit westelijke richting stromende Berste. De rivieren en kanalen zijn alleen voor kleine scheepjes zonder motor bevaarbaar. Daartoe behoren de traditionele Kähne, die onder andere voor toeristische rondvaarten worden gebruikt.
Aan de spoorlijn Berlijn - Görlitz, 74 km verwijderd van Berlijn, heeft Lübben een station. Bij het station ligt een klein busstation, begin- en eindpunt van enige buslijnen naar omliggende plaatsen.

## Kernen

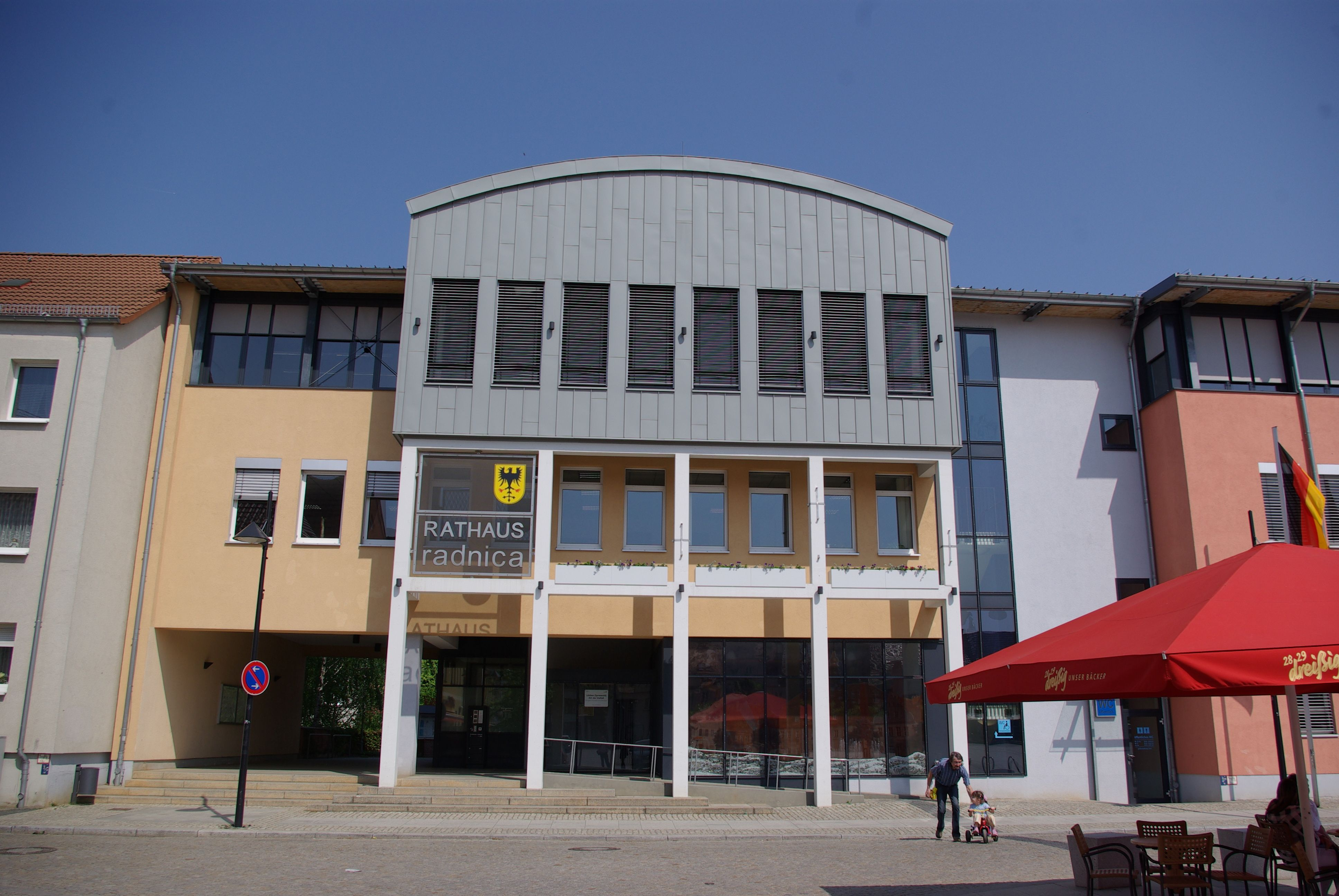
Stadhuis

De stad is onderverdeeld in de volgende kernen:
- Lübben Stadt (Sorbisch: Lubin město)
- Hartmannsdorf (Sorbisch: Hartmanojce)
- Lubolz (Sorbisch: Lubolc)
  - Groß Lubolz (Sorbisch: Wjelike Lubolce)
  - Klein Lubolz (Sorbisch: Małe Lubolce)
- Neuendorf (Sorbisch: Nowa Wjas)
- Radensdorf (Sorbisch: Radom; Radowašojce)
- Steinkirchen (Sorbisch: Kamjena), ten zuidwesten van het centrum, ca. 1400 inw.
- Treppendorf (Sorbisch: Ranchow)

## Economie
De belangrijkste bron van inkomen is het toerisme naar het Spreewald. Een aanlegsteiger aan de Spree voor rondvaartbootjes en diverse horeca-gelegenheden behoren tot de toeristische faciliteiten in de gemeente Lübben. Sinds 1999 mag Lübben zich Staatlich anerkannter Erholungsort noemen.
De stad is een Kreisstadt, zodat er regionale, ambtelijke instanties zijn gevestigd. Tot de werkgelegenheid in de dienstensector draagt ook het Asklepius-ziekenhuis van Lübben bij. Het is in een uit 1875 daterend gebouw gevestigd, dat reeds in de 19e eeuw een krankzinnigengesticht was, maar tegenwoordig een modern neurologisch en psychiatrisch ziekenhuis. 
Daarnaast is de teelt van Spreewald-augurken nog van bovenregionaal belang.

## Geschiedenis

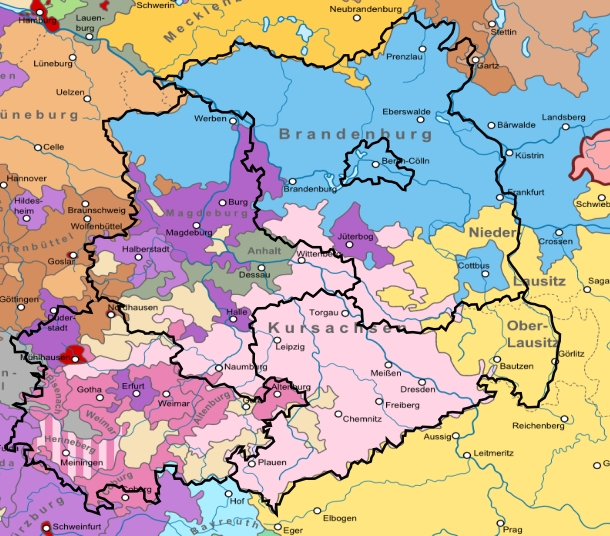
Keurvorstendom Saksen, begin 17e eeuw
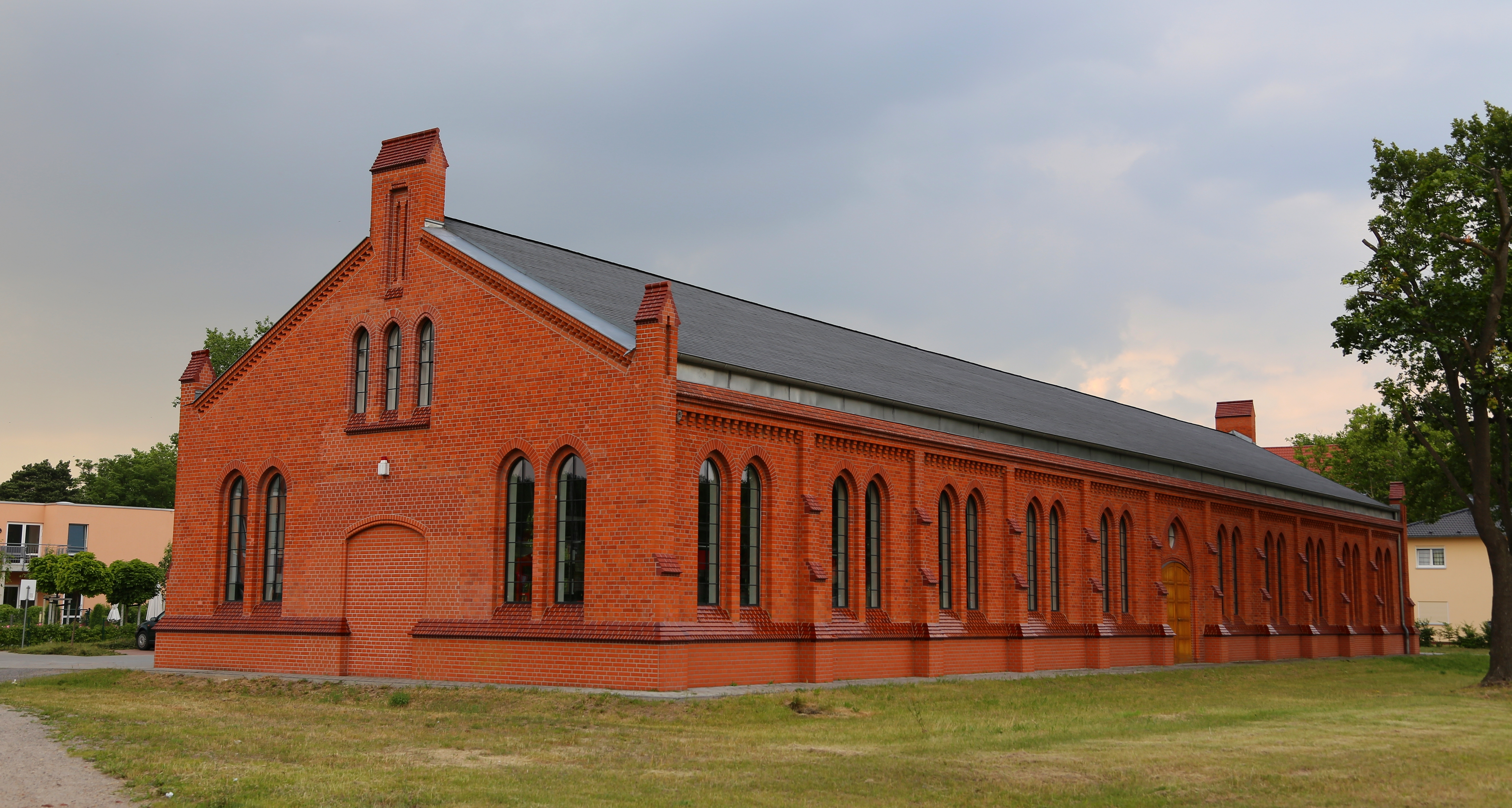
Voormalige exercitiehal Brandenburgse Jagers, tegenwoordig bedrijfspand

Lübben dankt zijn naam aan een persoon, die een aan een Slavische taal ontleende naam droeg. Deze begon met het naamelement lub- of ljub-, met de betekenis geliefd. De plaats kreeg vermoedelijk tussen 1210 en 1220 stadsrecht naar Maagdenburger model. Tot aan het Congres van Wenen (1816) behoorde Lübben meestal tot het Markgraafschap Neder-Lausitz, en was daarvan ook de hoofdstad. Het werd, vanuit het plaatselijke kasteel, vaak door steeds wisselende vazallen van de markgraaf bestuurd. Het markgraafschap zelf ressorteerde weer aan andere hertog- en vorstendommen; vanaf 1635 was dit het Keurvorstendom Saksen.
In 1827 werd in een kazerne in Lübben een Pruisisch infanterie-bataljon ondergebracht, het Brandenburgische Jäger-Bataillon Nr. 3. Dit heeft aan Duitse zijde gevochten in o.a. de Frans-Duitse Oorlog en de Eerste Wereldoorlog.  In 1866 verkreeg Lübben aansluiting op het spoorwegnet.
Aan het eind van de Tweede Wereldoorlog werd Lübben door het Russische Rode Leger, in de derde week van april 1945, na enige dagen zware strijd huis voor huis veroverd en daarbij voor 85% verwoest. Ook de grote kazerne brandde af, en werd niet terug opgebouwd.
De stad lag van 1949 tot 1990 in de DDR. In de DDR-periode was er vanaf 1957 een grote fabriek (Spreewerk) gevestigd, die kogels voor handvuurwapens maakte, t.b.v. onder andere de NVA en de Volkspolizei.  Na de oorlog werd Lübben uitgebreid met een Plattenbau-flatwijk, o.a. voor de 800 arbeiders van Spreewerk en hun gezinnen. Na de Duitse hereniging ging Spreewerk over op de ontmanteling van munitie. Het bedrijf leidt echter sedert plm. 2016 een kwijnend bestaan. In maart 2018 viel er bij een bedrijfsongeval, een explosie, één dode.

## Bezienswaardigheden, toerisme, evenementen
- Toeristische rondvaarten per geroeide of geboomde, Kahn, over de waterwegen in het Spreewald; in Lübben is een haventje aanwezig, waar deze Kähne aan- en afmeren. Het dal van de Spree leent zich ook voor meerdaagse fietstochten. Zie onderstaande link.
- Het 17e-eeuwse kasteel Schloss Lübben, waarin zich het plaatselijke streekmuseum bevindt
- De evangelisch-lutherse Paul-Gerhardt-kerk, tot 1930: Sint-Nicolaaskerk, dateert uit de 17e eeuw. Het altaarstuk binnen in de kerk is eveneens 17e-eeuws. De in de Tweede Wereldoorlog verwoeste kerktoren is in 1998 hersteld en van o.a. een anti-oorlogsmonument voorzien. De kerk beschikte tot in de 18e eeuw over een torenwachter. Deze functie werd in 2014 in ere hersteld.
- Te Steinkirchen staat het in 1801  in de stijl van het classicisme gebouwde landhuis Schloss Neuhaus, dat o.a. de plaatselijke muziekschool, een concertzaaltje en twee huurwoningen huisvest. De schrijver Ernst baron Von Houwald woonde er van 1822 tot aan zijn dood in 1845, en onderhield er een belangrijke literaire salon. Tot degenen, die op Schloss Neuhaus werden ontvangen, behoorden Achim von Arnim en zijn vrouw Bettina, Adelbert von Chamisso, Emanuel Geibel, Franz Grillparzer, Friedrich de la Motte-Fouqué en Ludwig Tieck. In het kasteel is een bescheiden museumvertrek aan Von Houwald gewijd. In 1986 ontsnapte het sterk vervallen gebouw alleen aan de slopershamer, doordat er geen slopers beschikbaar waren. Vanaf 1992 werd het gerestaureerd.
- Iets ten westen van het stadscentrum ligt het fraaie , om zijn zomereiken beroemde stadsbosje der Hain, dat in het verleden deel uitmaakte van een ooibos.
- Jaarlijks wordt in de zomer een openluchtfestival gehouden met de naam aquamediale, dat tot wel 100.000 bezoekers trekt.

## Afbeeldingen

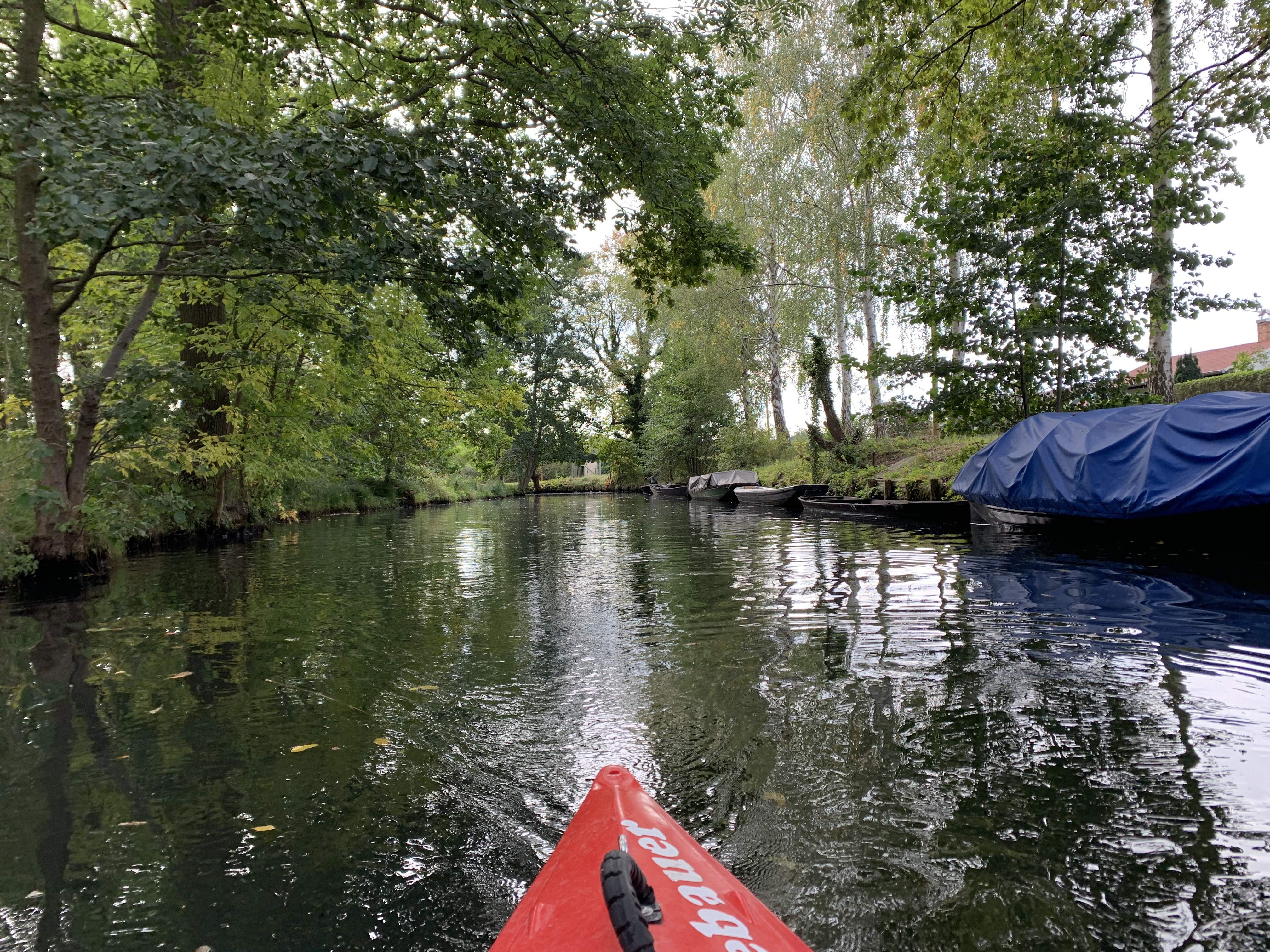
Op het riviertje de Berste te Lübben
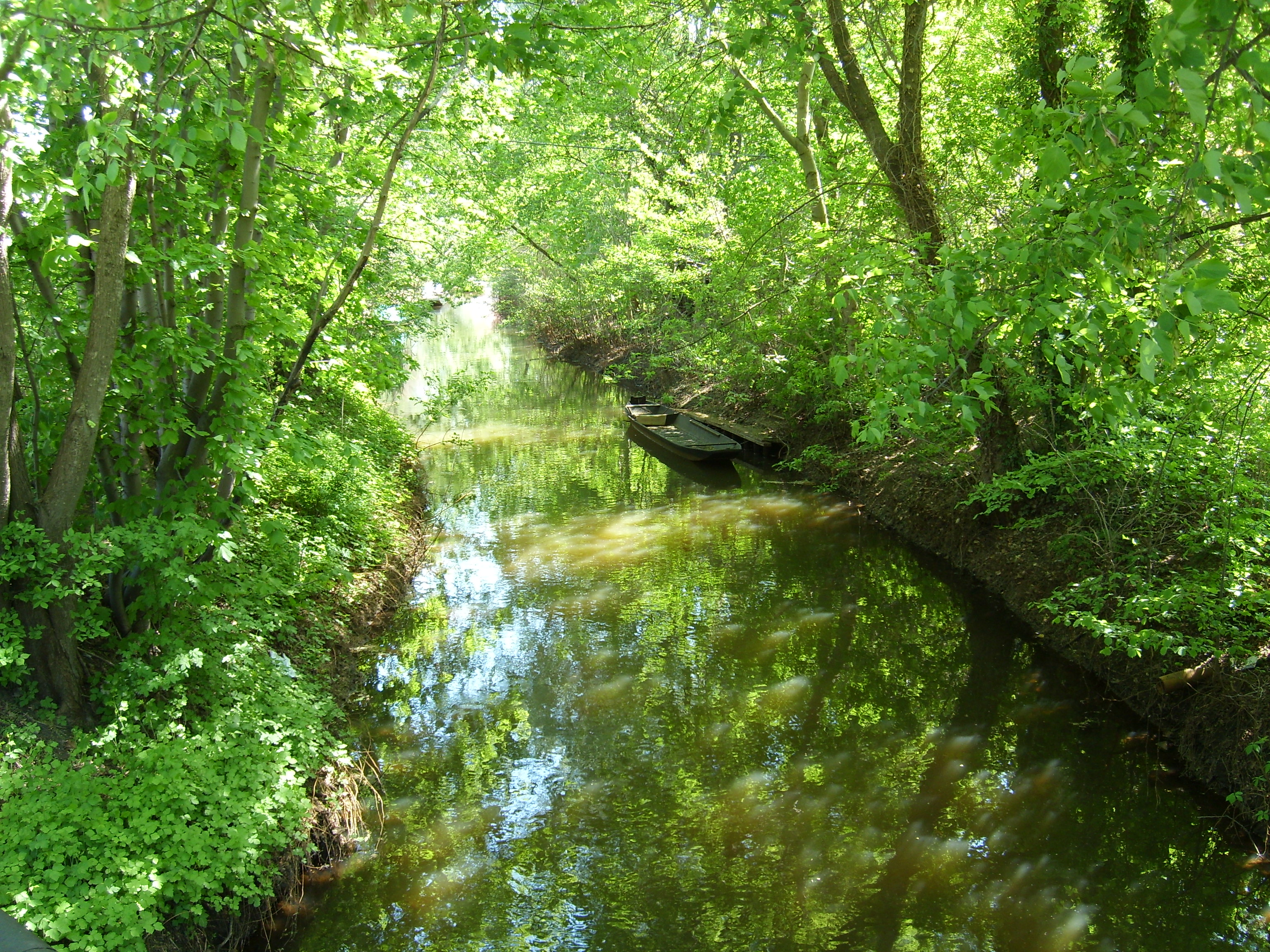
Een ander riviertje, de Rote Nil, Rode Nijl[3], bij Lübben
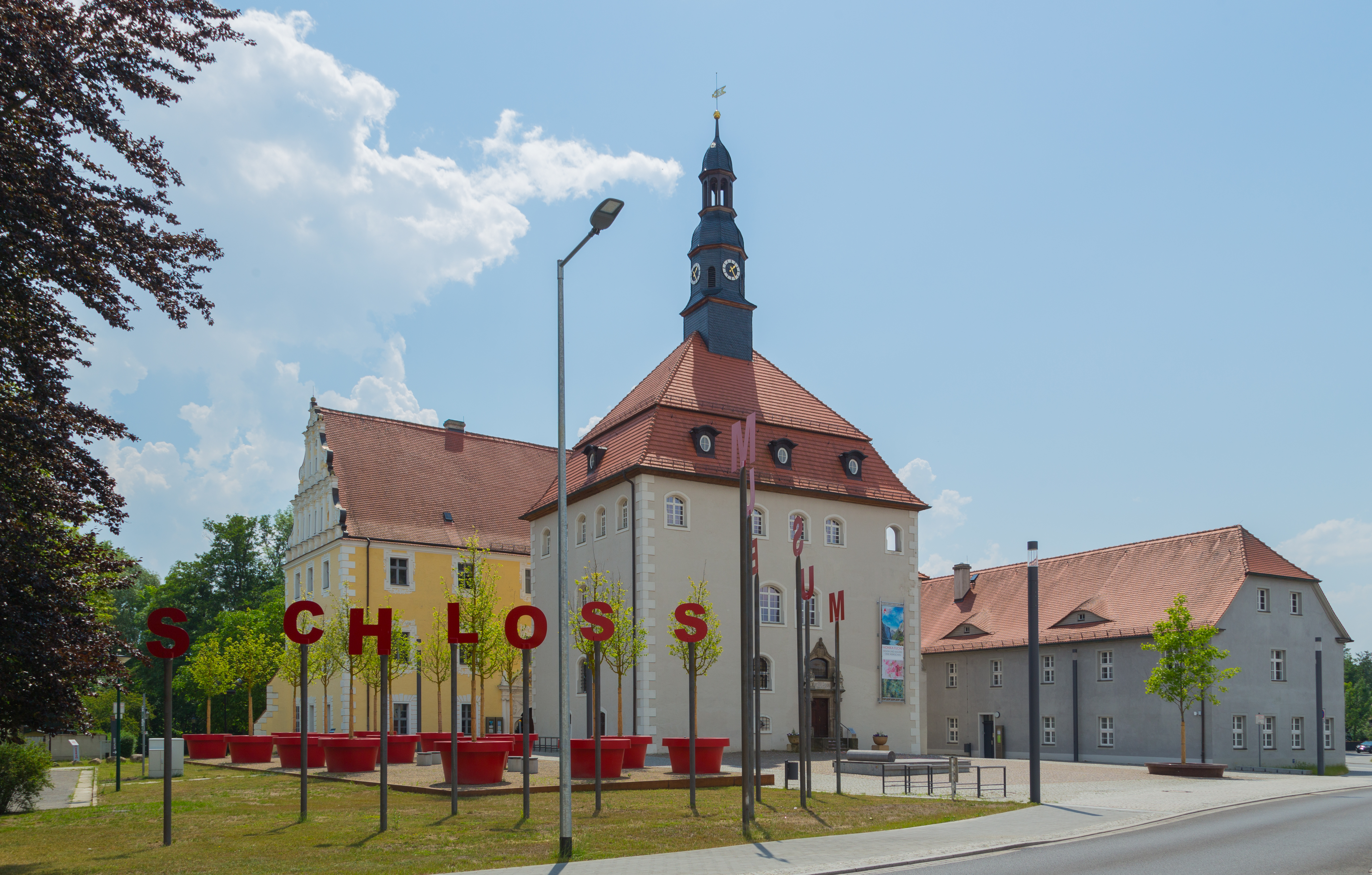
Kasteel Schloss Lübben
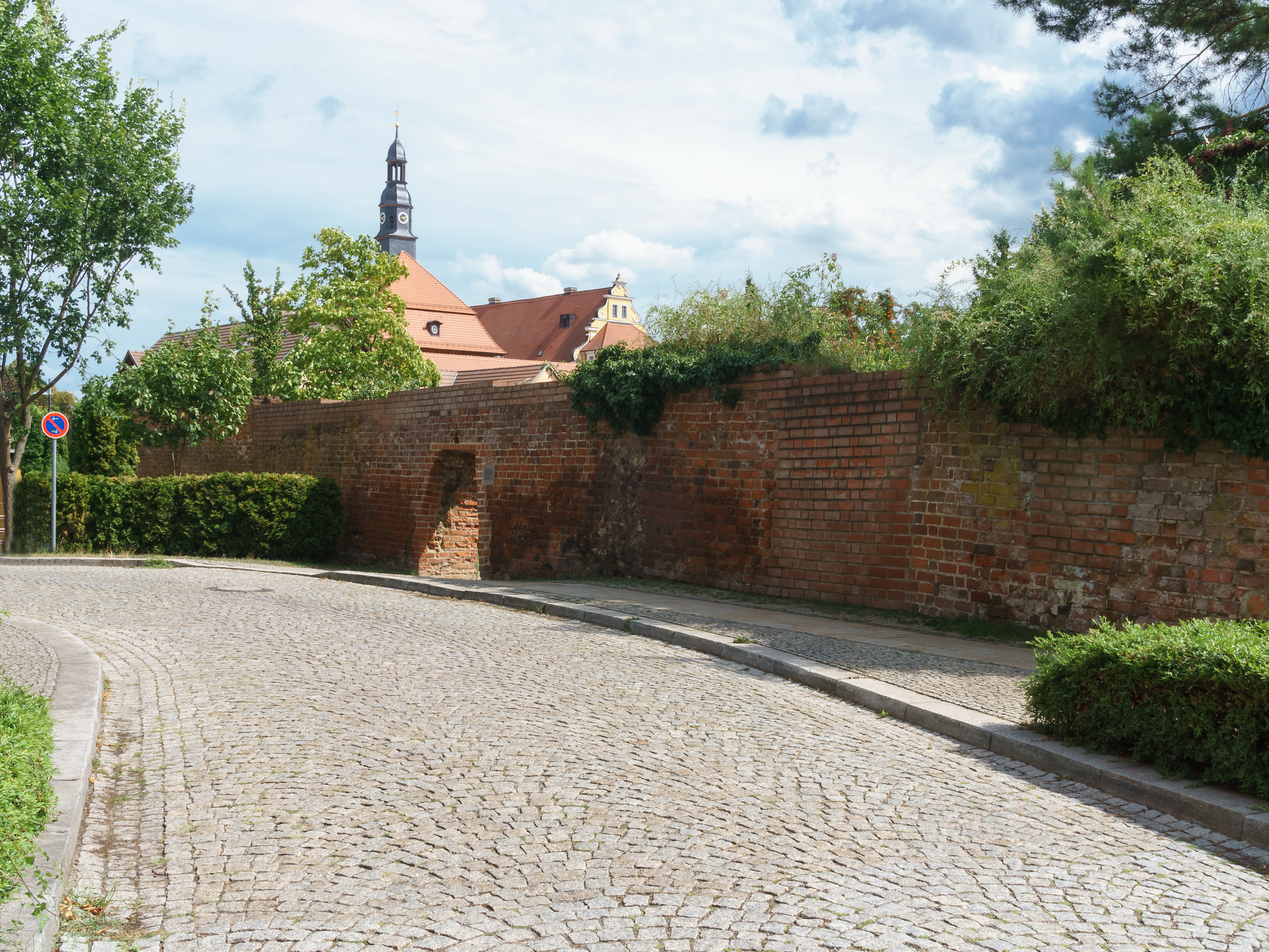
Restant van de middeleeuwse stadsmuur
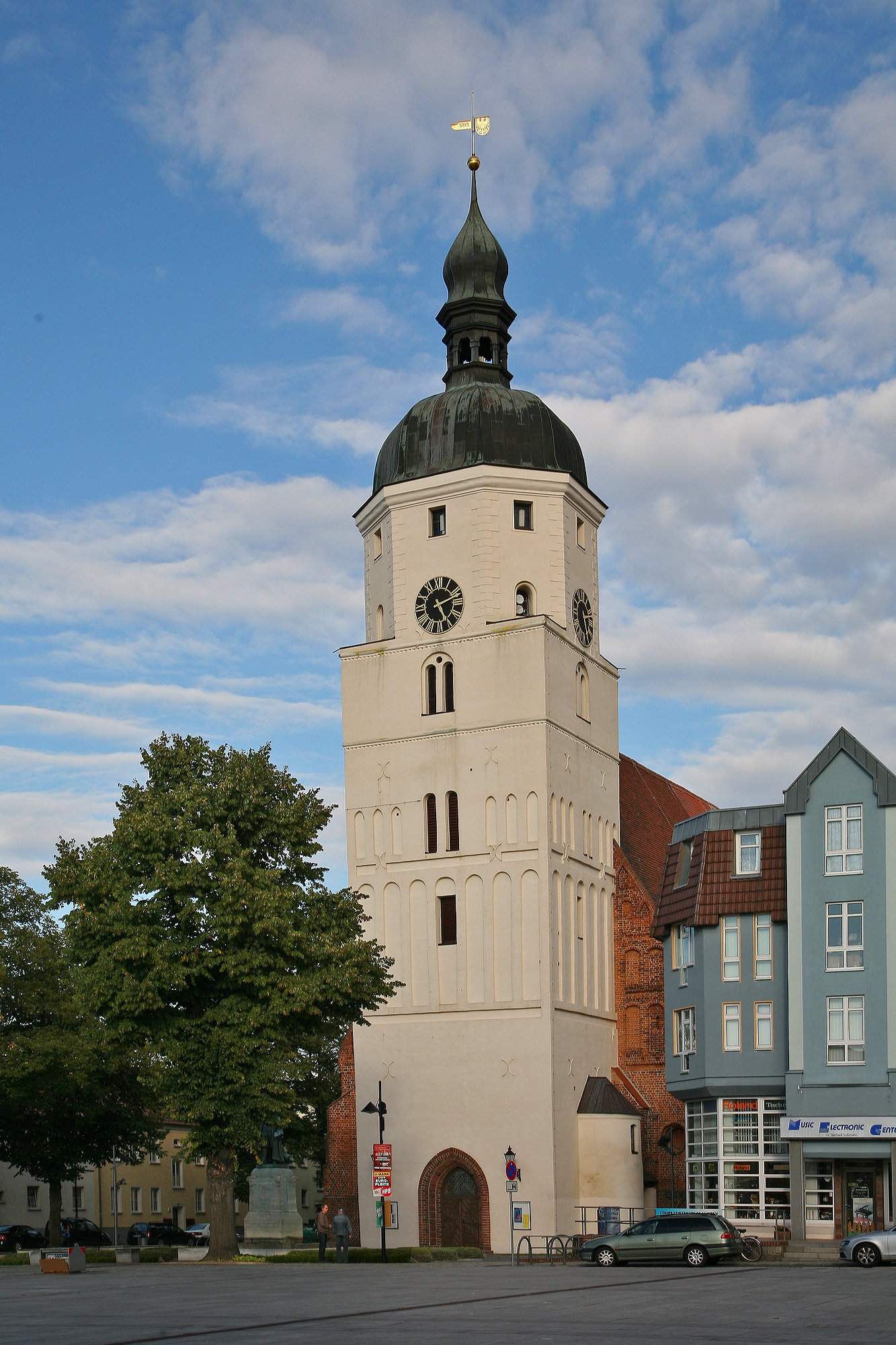
Paul-Gerhardt-kerk (17e eeuw)
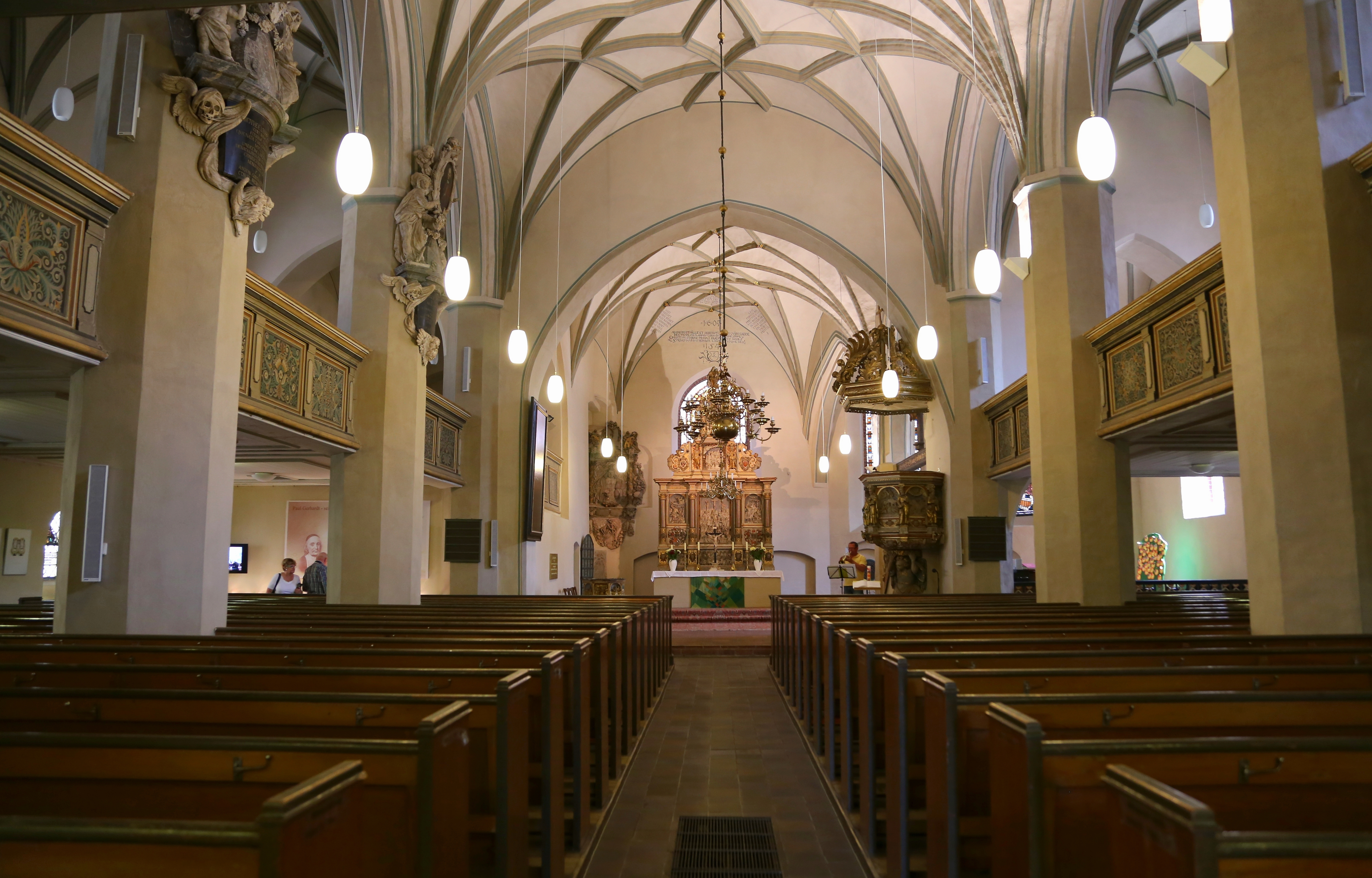
Interieur van deze kerk
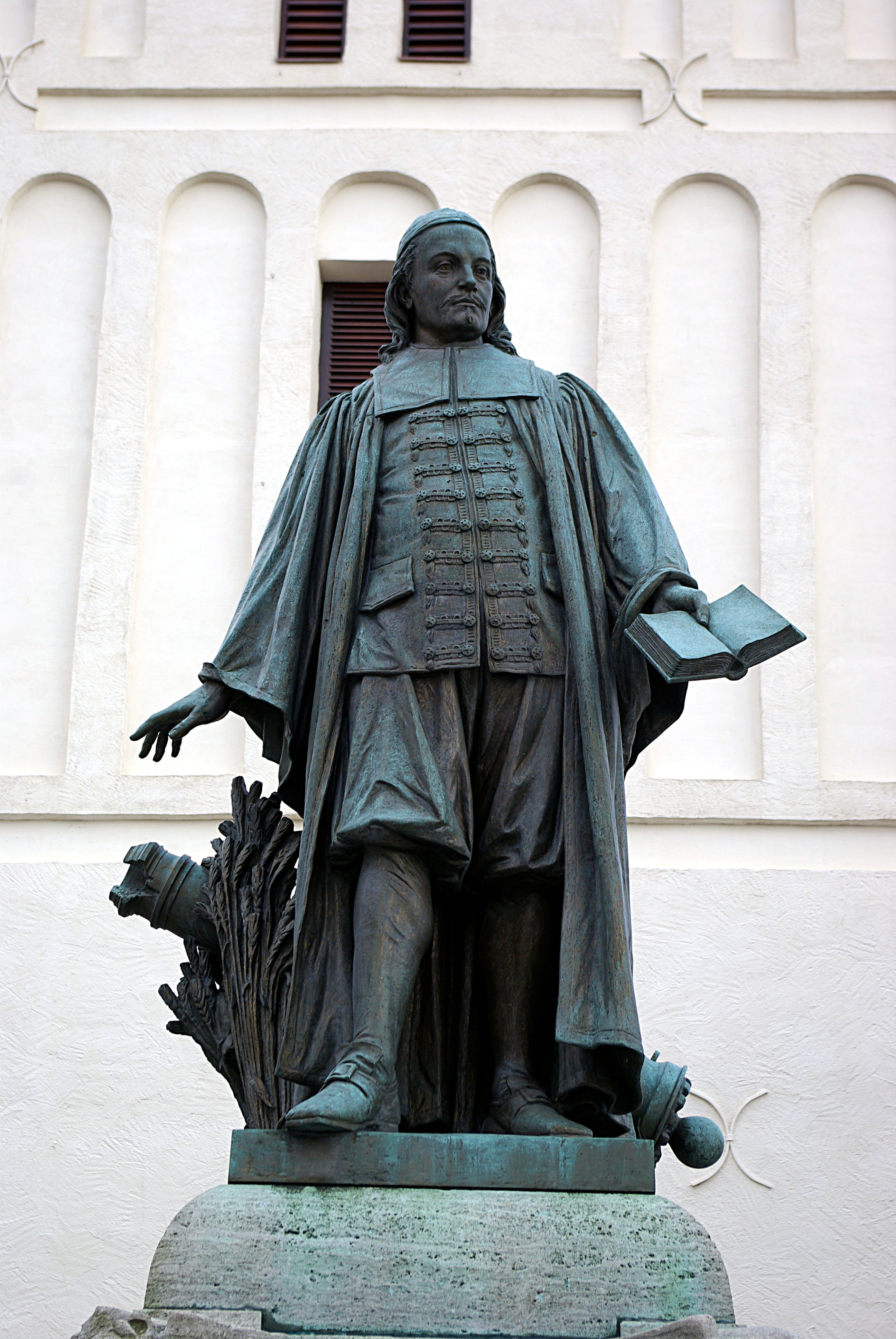
Standbeeld Paul Gerhardt bij deze kerk
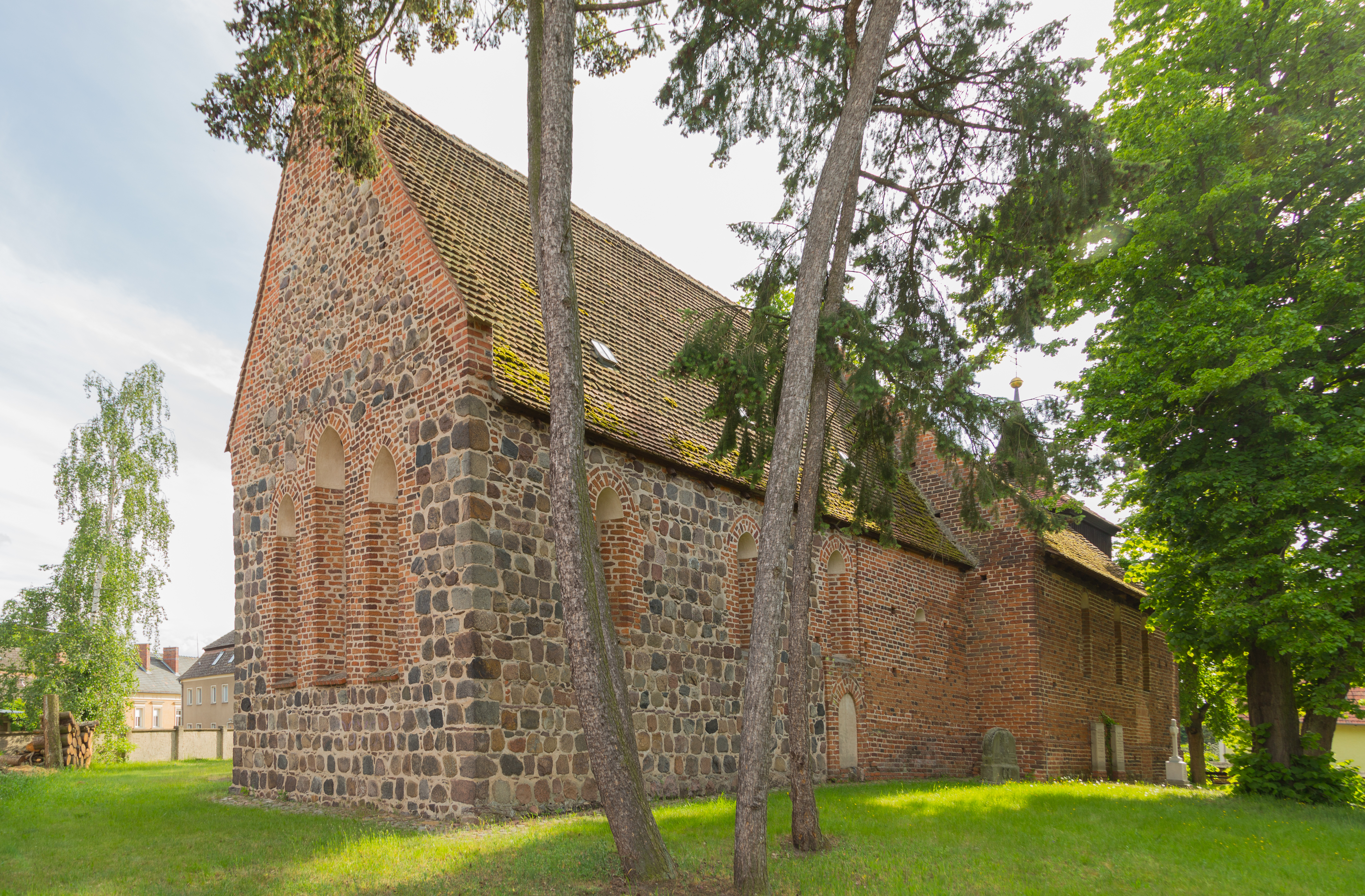
Steinkirchen, 13e-eeuws evang.-luthers Sint-Pancratiuskerkje
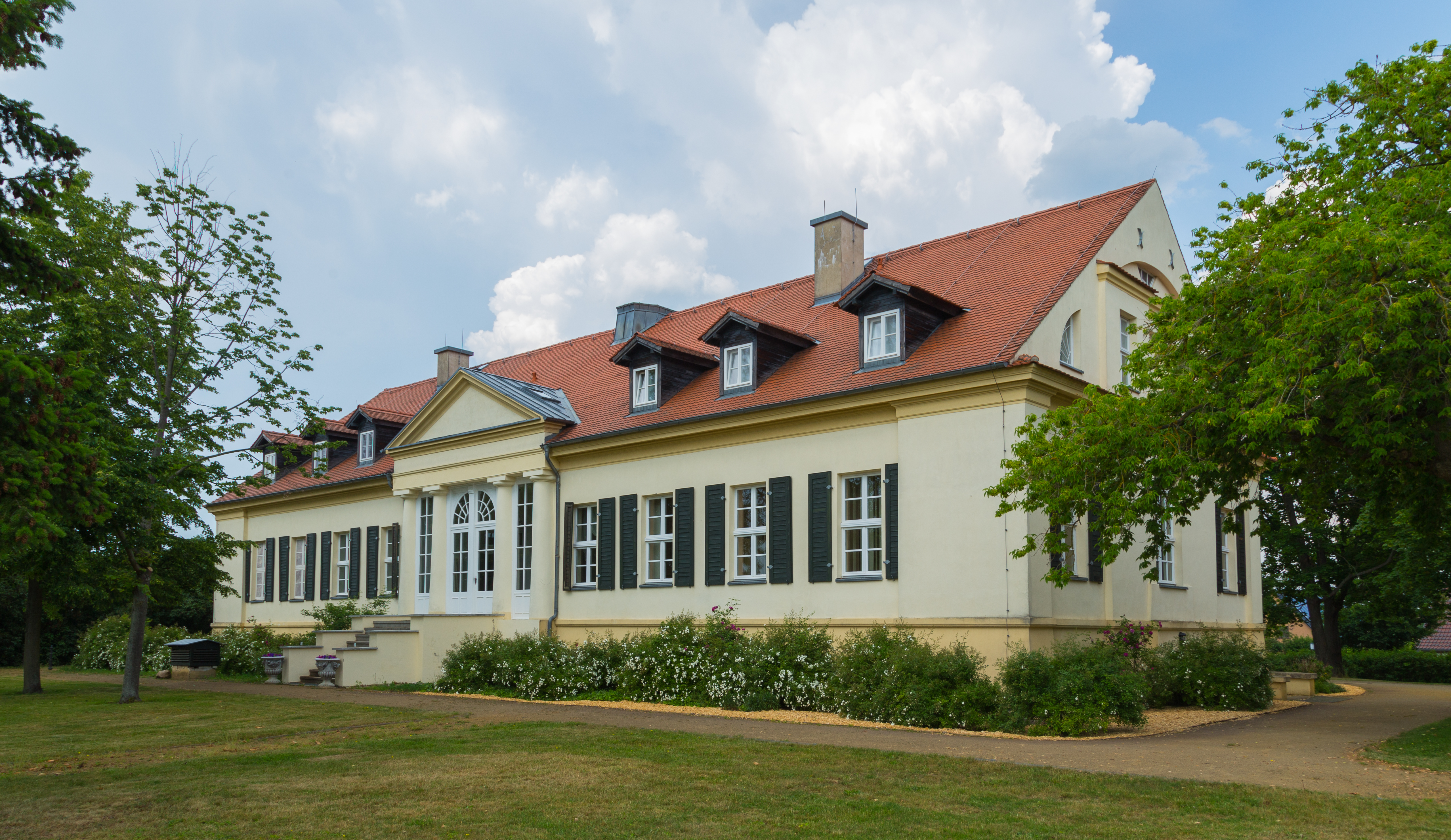
Steinkirchen, Schloss Neuhaus
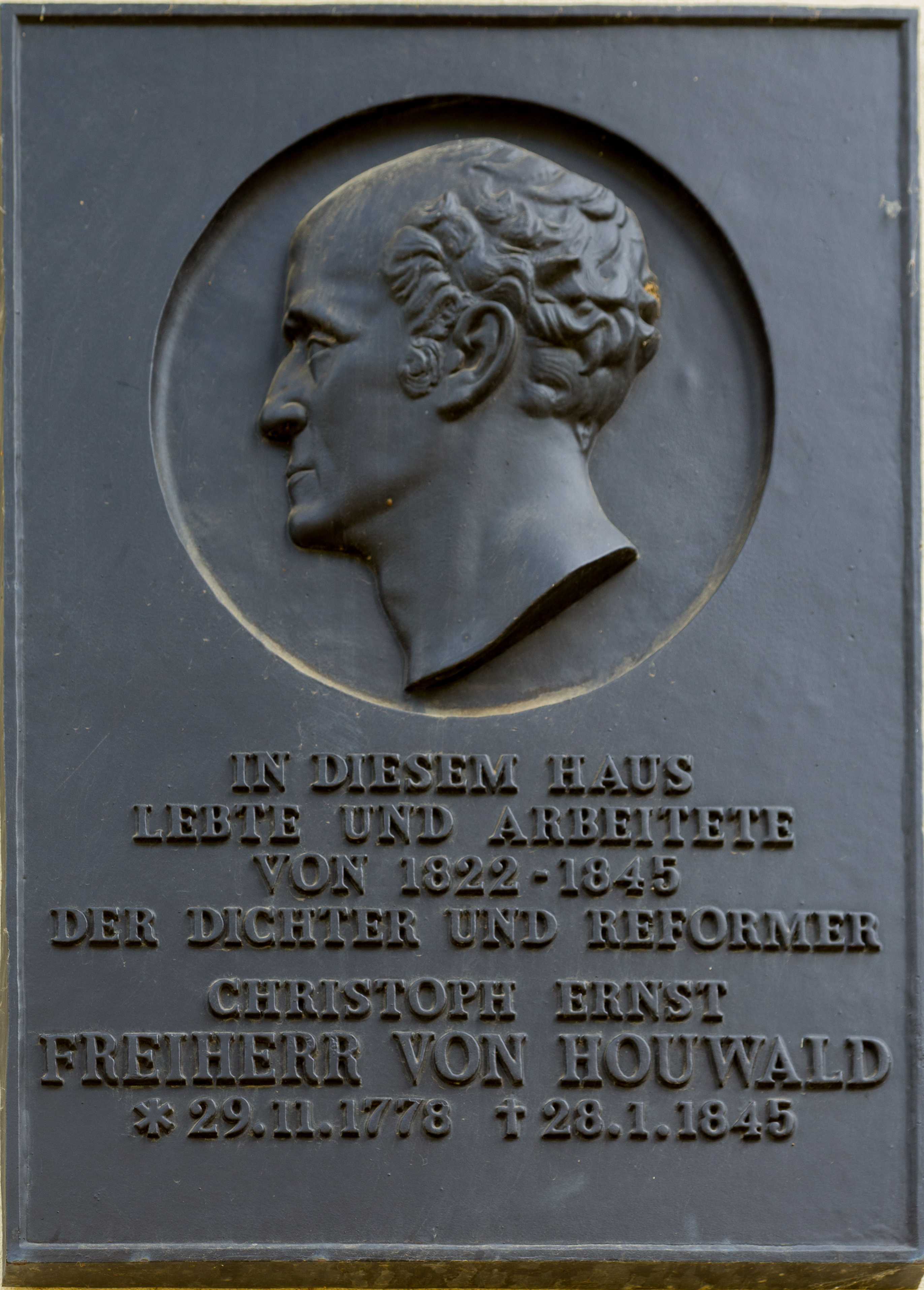
Gedenkplaquette Ernst von Houwald aan een muur van dit kasteel
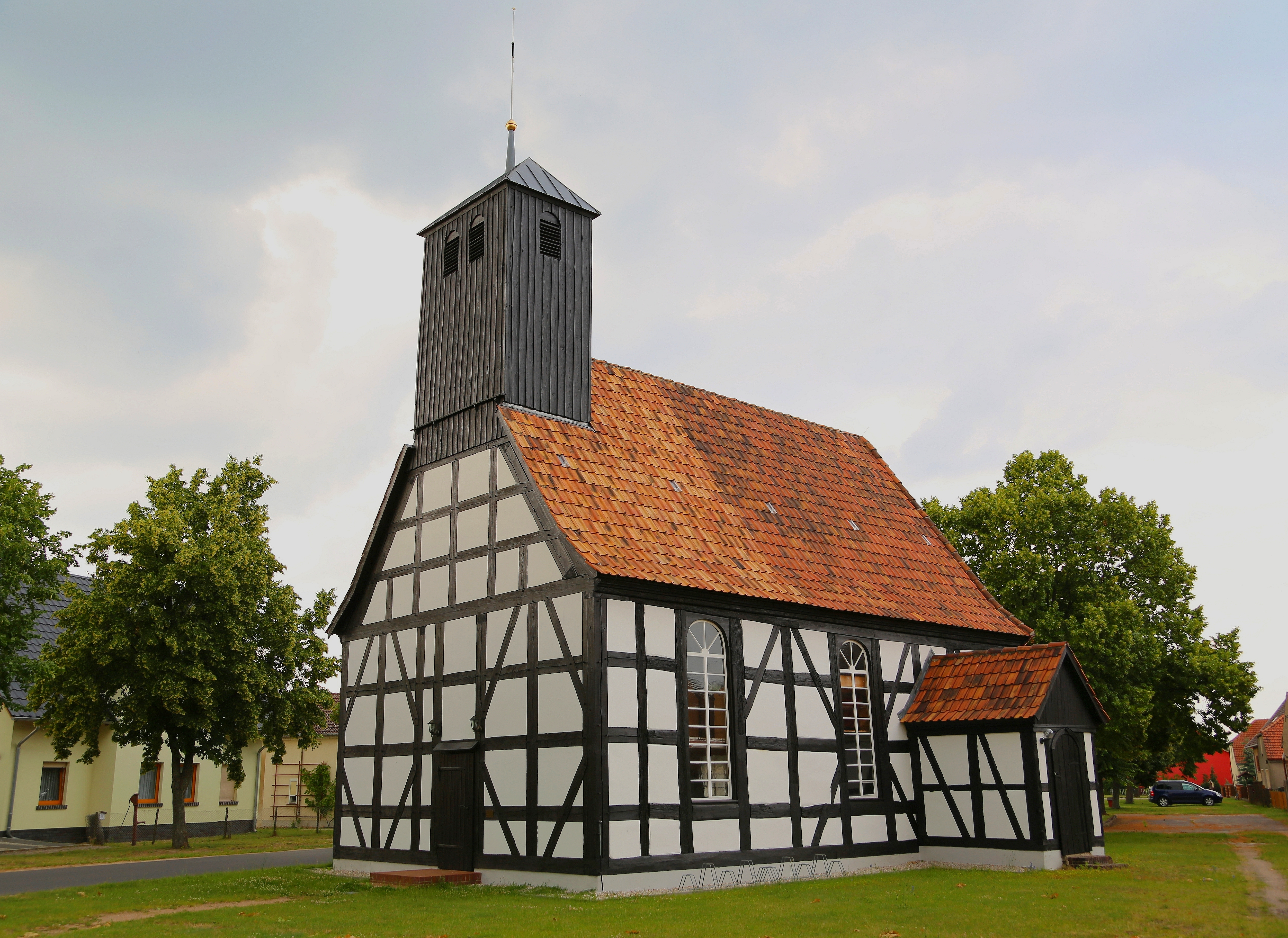
Dorpskerkje te Groß Lubolz, eind 17e eeuw gebouwd
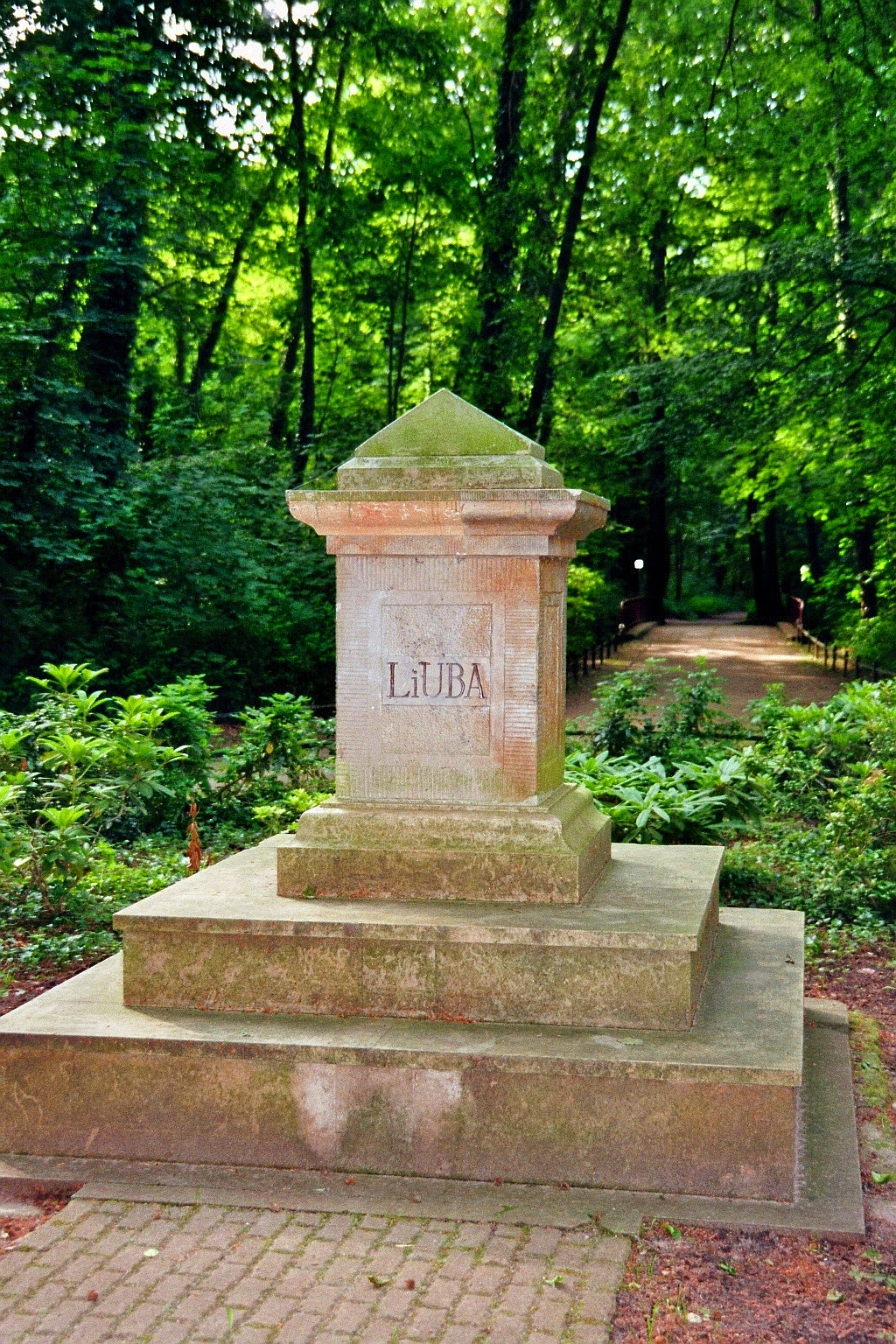
Liuba-steen in het parkbosje Der (Lübbener) Hain
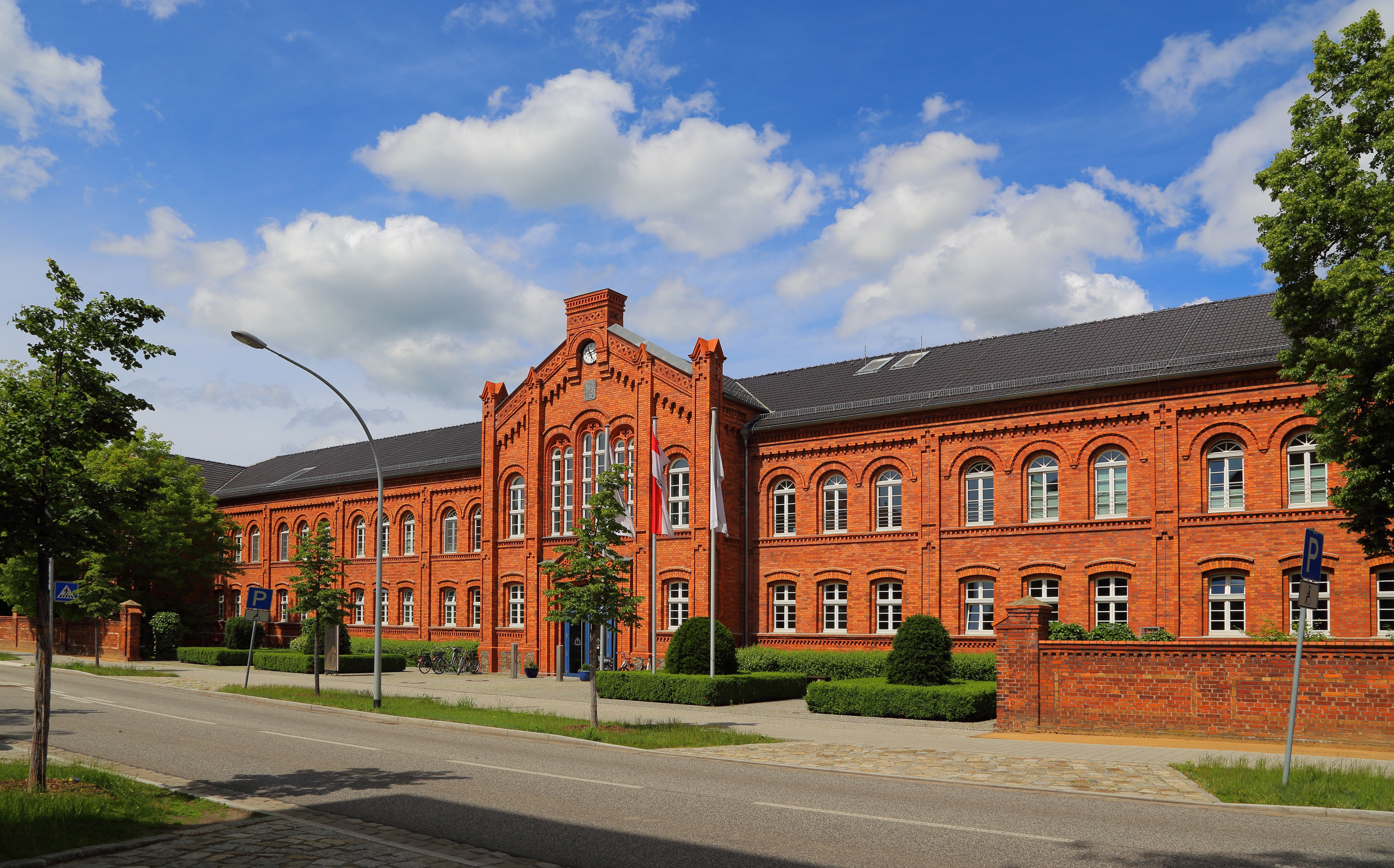
Ziekenhuis Asklepios-Fachklinikum
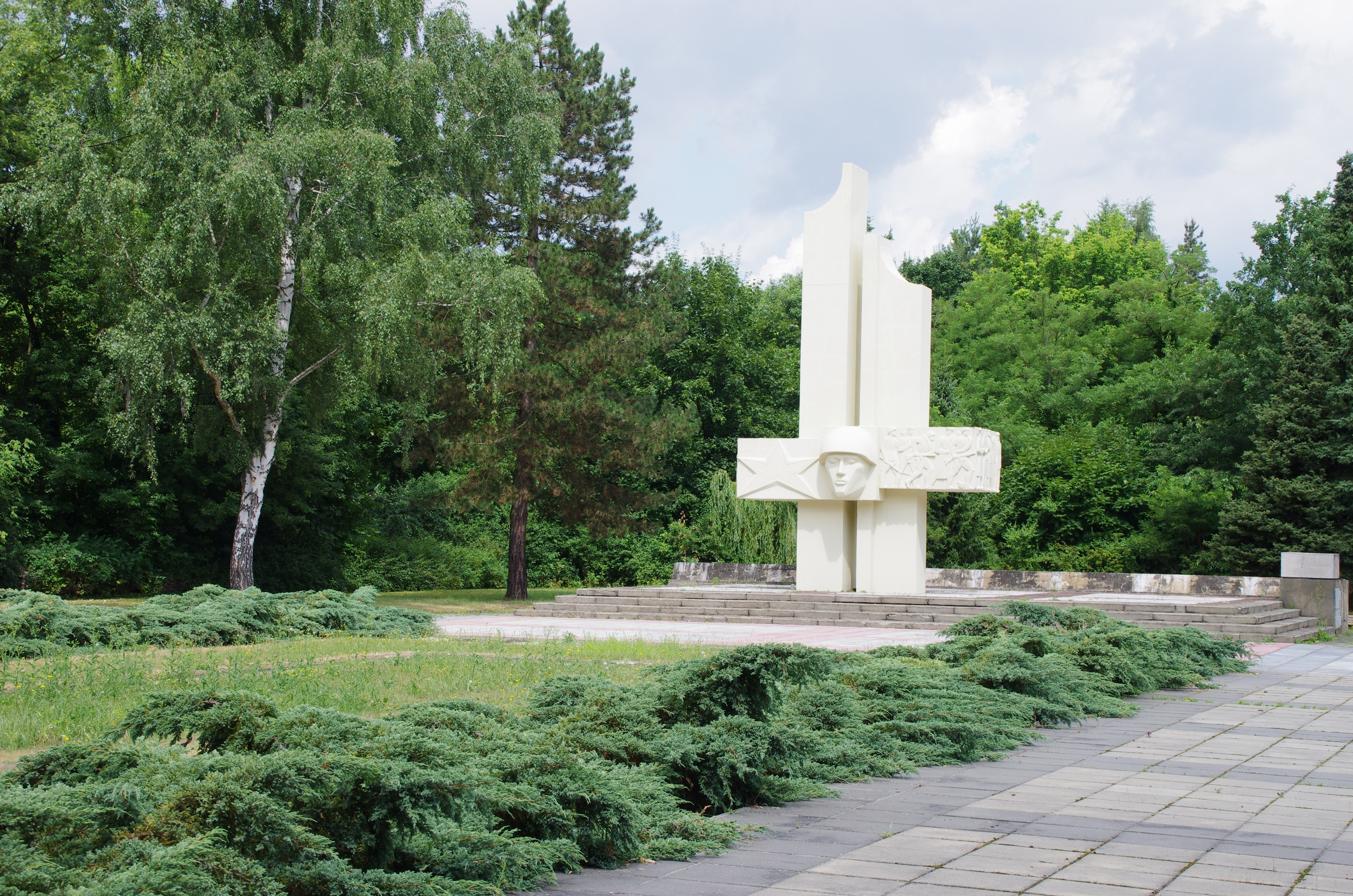
Monument op het Russische Oorlogskerkhof (Herbert Burschik, 1976)

## Partnergemeenten
Lübben (Spreewald) onderhoudt jumelages met:
- Wolsztyn (Wollstein) in Polen
- Neunkirchen (Saarland)

## Bekende personen in relatie tot de gemeente

### Geboren in Lübben
- Otto Theodor von Manteuffel (1805-1882), Pruisisch staatsman
- Karin Janz (1952), voormalig turnster uit Oost-Duitsland
- Ingo Spelly (1966), kanovaarder, behaalde 1 x Olympisch goud

### Overleden in Lübben
- Paul Gerhardt (1607–1676), Duitse predikant, dichter van geestelijke liederen
- Ernst (Christoph baron) von Houwald (* 29 november 1778 in Straupitz; † 28 januari 1845 in Lübben), schrijver uit de periode van de Romantiek[4]

## Trivia
In het bosje Der Hain staat een 19e-eeuwse gedenksteen voor Liuba of Ljuba. Dit was een Sorbische liefdesgodin. Over haar is alleen in de omgeving van Lübben, in de 19e eeuw, een aantal sagen en legendes opgetekend. Eén zo'n verhaal, dat goed bij de vroeg 19e-eeuwse tijdgeest past, luidt in kort bestek als volgt:
Er was eens een jonge, Sorbische prinses, die verliefd was op een prins van een andere Sorbische stam. Doordat deze prins echter tot de vijanden van haar vader behoorde, verbood deze zijn dochter de omgang met die jongeman. Op een kwade dag zou hij tegen de mannen van haar vader ten oorlog trekken. De prinses kreeg in de laatste nacht vóór het vertrek van haar geliefde een droomgezicht. Zij zag een weeklagende, witte vrouwengedaante met golvend haar. De prinses interpreteerde dit als een voorteken, dat haar geliefde spoedig in de strijd zou sneuvelen. Daarop wendde de prinses zich tot Liuba, godin van de lente en beschermvrouwe van allen, die liefhebben. Zij offerde de juwelen, die de prins haar had geschonken aan de godin. Daarbij smeekte zij, spoedig met haar geliefde herenigd te zullen worden. Op weg van de offerplaats naar huis verzonk de prinses, met haar koets en haar gehele gevolg, in één van de peilloos diepe moerassen, die er toen nog in het Spreewald waren. Tegelijkertijd was de prins op het slagveld, in het hart getroffen door een vergiftigde pijl, om het leven gekomen. Zo had de godin de wens van de prinses vervuld, en de beide geliefden in de dood herenigd.